# Гай Антистий Вет (консул 50 года)
Гай Антистий Вет (лат. Gaius Antistius Vetus) — политический деятель эпохи ранней Римской империи.
Его отцом был консул 23 года Гай Антистий Вет, а матерью Сульпиция Камерина. Братьями Гая были консул-суффект 46 года Камерин Антистий Вет и, вероятно, консул 55 года Луций Антистий Вет.
В 36 году Гай вошёл в состав жреческой коллегии палатинских салиев. В 50 году он занимал должность ординарного консула вместе с Марком Суиллием Неруллином. Раньше Гай идентифицировался со своим братом Камерином.
Возможно его сыном был консул 96 года Гай Антистий Вет.